# مذيخرة

تعديل مصدري - تعديل

مذيخرة هي مدينة يمنية تتبع محافظة إب، بلغ تعداد سكانها 1245 نسمة حسب الإحصاء الذي أجري عام 2004، تعتبر مدينة تأريخيه وهي عاصمة الدولة الإسماعيلية[بحاجة لمصدر]، وعاصمة للقرامطة في فترة من الفترات (عاصمة للدولة الإسماعيلية في القرن الثالث الهجري إلى الخامس الهجري). يحدها من الشمال والغرب مديرية العدين ومن الجنوب محافظة تعز ومن الشرق مديرية ذي السفال.

## تاريخ
مذيخره عاصمت الدولة الاسماعليه وفيها الجامع الذي نسب لمؤسس الدولة الاسماعلبه وهو محمد ابن إسماعيل، ومن الدول التي كانت مجاوره لها الدولة الصليحيه وكانت ملكتها اروى بنت أحمد الصليحي  ثم انتقلت عاصمة بني زياد الدولة الزياديه وهي أكبر القبائل التي حكمت اليمن من تأريخ202-402  وكان مؤسس الدولة الزياديه هو محمد بن علي بن زياد.
يعود تاريخ تأسيس مدينة مذيخرة (مركز المديرية) إلى عهد الدولة الحميرية هذه المدينة وفي عصور ما بعد الإسلام، اتخذها علي بن الفضل عاصمة للدولة الفاطمية، ويرى فيه مؤرخو اليسار وكتابه المحدثون، نموذجاً مبكراً لثائر اشتراكي استهدف قلب معادلة الإنتاج القائمة على الإقطاع، عبر حركة جريئة واعية، أقام على إثرها نظاماً عرف بنظام «الألفة الاجتماعي».

## سياحة
يوجد في مذيخرة بعض المساجد التاريخية والديور والقلاع والسواقي القديمة مثل الجامع الكبير، جامع الحبري، جبل ريمان، جبل قرعد، جبل ريمة، وادي الزاملية. توجد أيضاً في بعض عزل المديرية قباب ومآذن وحصون أثرية والتي قد تلاشى معظمها بسبب عامل الزمن بالإضافة إلى غياب الوعي بماهية هذه الآثار كما يوجد قصر أو دار حمير في منطقة حمير ودار قحطان في منطقه حليان وهناك قرية ريمة المناخي والتي كانت تسمى قديماً ريمة الأشاعر وقد اتخذها بنو جعفر المناخي مقراً لامارتهم في القرن الثالث الهجري.